# Literatura en kurdo

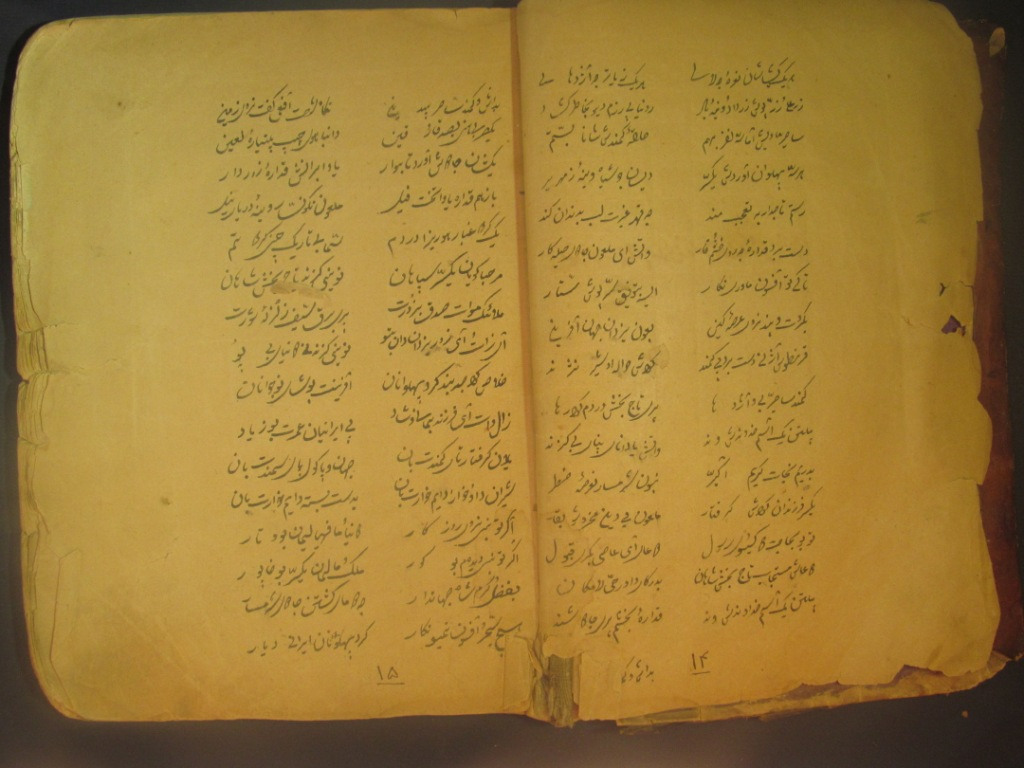
Un manuscrito de kurda Shāhnāmé

La literatura en kurdo es aquella realizada en lengua kurda hablada por más de 20 millones de personas que viven en diferentes territorios.

## La tradición oral
La literatura oral y folclórica ha sido una constante en la historia literaria kurda. Hay canciones de varias clases y variedades: dîlok, govand y dilân (danza), lawjk y hâyran (amor), şer o delal (guerra), cancioncillas que acompañaban la trashumancia de primavera (serêle) o de otoño (pahîzok), canciones de cuna (lorî), epitalamios (hevale o serezavano) o de luto (sī o qewil). Los cuentos o pequeñas historias en prosa (çîrok) están llenos de imaginación, pueden ser maravillosos, satíricos o anecdóticos, como los cuentas de animales (lewda). Entre las grandes narraciones legendarias encontramos Mamê Alan, Zelixa û Fatûl, Layla û Mejnûn, Siyabend û Xacê, Zambilfiros («Vendedor de cestas»), Xûrsid û Xawer, Şirin û Xoşrew, Şirin û Ferhad, Faxîr û Sitiy y Manica û Bijan; las epopeyas de trama histórica (destan) Dimdim, Julindî, Rustem û Zoraw, Cihangir, Zendeheng, Nadir û Topal, Los doce Caballeros de Meriwan, Abdul Rehman Baban y Ezdînşer Bedir-Xan, que facilitaban la gloria de los dengbêj (trovadores profesionales) y xirokbêj (cuentistas), capaces de retener en la memoria largas y numerosas canciones, con historias de amor trágicas y sobre poderes sobrenaturales, como el Slemanê Slivi.
Durante el siglo XX se han publicado numerosas compilaciones de folclore curdo, como Gotina pêcine (1957) y Sîrpehatiye Resiwe darî (1956) de Cegerxwin, publicados en Damasco; Oise-y pêşinan (1933) de Ismail Heqî Şaweys, publicado en Bagdad; Hezar bêj û pend (1930) de Marûf Çiyawok, también en Bagdad, Çiri ke kurde (1961) y Çirike û Siyamend (1956) de A. Ayyubian, en Tabriz; y Zambilfîros (1965) de Gew Mukriani, en Hewler. En 1987 la editorial sueca Orfeus publicó los Cîrokên kurdî («Cuentos curdos») de Roger Lescot, que publicó Kürtçe gramari (1968; «Gramática kurda») con E.C. Bedirxane.

## Primeras muestras

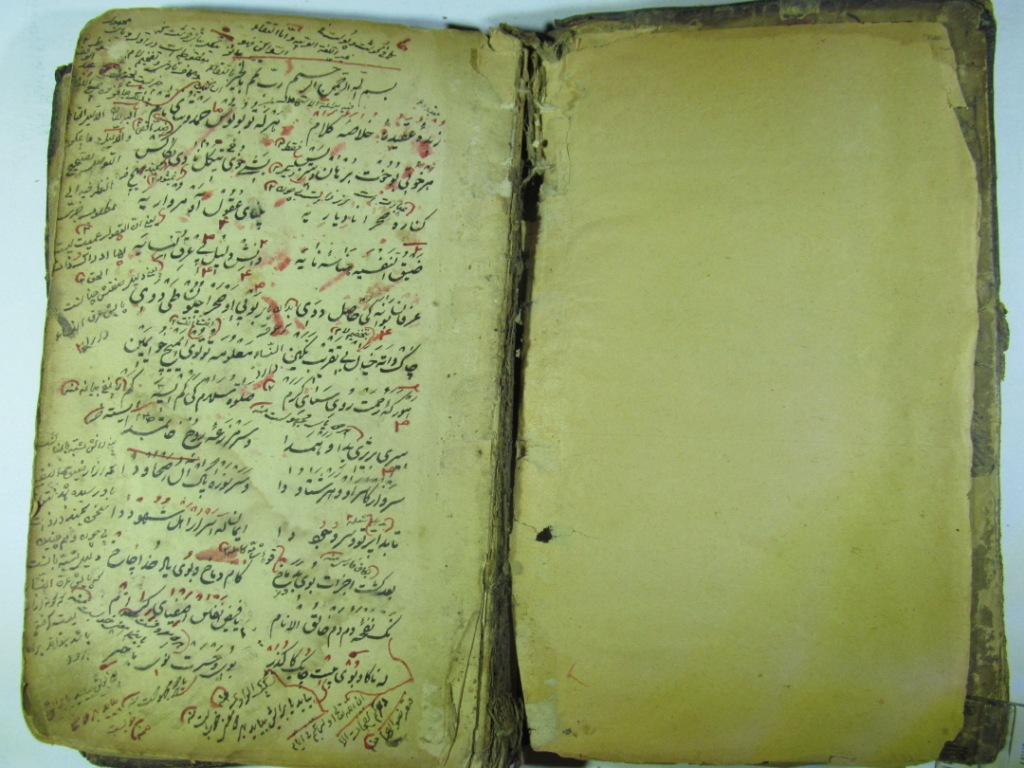
Manuscrito de Aqiday Marzia escrito por Mawlawi

El primer texto en kurdo data del siglo VII y narra como los árabes exterminaron a los seguidores de Zoroastro. Ali ibn al-Athir (muerto en 1233) en su Kamil señala que pocos kurdos saben escribir su idioma y que las obras cultas las escriben en árabe, como Ibn Kallikan (1211-1282), historiador y biógrafo, o Abu'l Fida (1273-1331) historiador y geógrafo; en persa, como Sharif Jan Bidlisi (fl. 1596) y Idris Hakim Bidlisi (muerto en 1520), autor de Hest Bihest («Ocho paraísos», 1501) y una historia de la Imperio otomano en persa. También era kurdo el gran poeta turco Fuzuli (muerto en 1556). Casi todos los escritores kurdos antiguos eran políglotas. Otros autores curdos destacados en otros idiomas fueron:
- Los poetas árabes Zahāwī (1863-1936), Ahmad Shawki (1868-1932), Rusafī (1875-1945), el sociólogo Kasim Amin (1865-1908) y los novelistas 'Akkad (1889-1964), Muhammad Taymur (1892-1921) y Mahmud Taymur (1894-?).
- En persa, Muhammad Mardukh Kurdistánī, R. Yasimī e Ihsan Nūri
- En turco, M.N. Dersimli y A. Yamulki.

Según la información dada por Alexander Jaba, cónsul ruso en Hakkâri, habría que esperar al siglo XV para encontrar en a los primeros poetas kurdos en lengua kurda conocidos, Elî Herîrî (1425-1495) de Hakkari con cantos patrióticos. Otros fueron Ahmed Mala-y-Ziviri (siglo XII); Hafîz (muerto en 1389); Djamî (1414-1492); Mela Ehmed de Batê (1414-1495); Şêx Ehmed Nîsanî Meleyê Cizîri de Bohtan (1407-1481), autor de un diwan de 2.000 versos, influenciados por la mística sufí, publicado en 1904; Mir Mihemed de Mukis Feqiyê Teyran («El jurista de los pájaros», 1590-1660), con las obras en kurmaní El caballo negro y Historia del jeque San'an; Êli Tirmuqi (1590-1653) con Bātē; Mustafa Besarani (1641-1702) con Mala Tahir Avromani; Sharaf Khan (1543-1604); con , diccionario árabe-kurdo para niños; y el gran Ehmedê Xanî (1652-1706), autor del léxico árabe-kurdo Nûbihara Biçûkan («La primavera de los niños», 1648), y de la gran epopeya nacional Mem û Zîn (1695), versión del mito Mame Alan escrita en 2.565 dísticos, donde relata la vida de Mem, hijo del rey del Yemen, que representa el pueblo kurdo, y que es encarcelado y se lamenta de la división del país. Fueron discípulos suyos Ismaîlê Bayezidî (1654-1709), autor de Gulzar («El rosal») glosario kurmanji-árabe-persa, Murad Xan Bayezidî (1736-1778) y Sheref Khan de Çülemerg (1682-1748), poetas líricos.
La primera gramática de la lengua kurda fue escrita por el italiano Maurizio Gaizoni, religioso dominico que pasó veinte años en Amadiyya y que escribió la Grammatica e vocabolario della lingua kurda (1787). En las cortes de los valles de Ardalan o de los soldados de Heweraman, destacarían los poetas en guraní y la producción poética fundamentada en la métrica dodecasílaba, como Ehmedê Textî (muerto en 1640), Şêx Mistefa Besaranî (1641-1702), Xānay Qubādī (1700-1759), autor de Salawāt nama y de Çirin û Xosrow, Mahzûni (fl. 1783) y Mullah Bulad Xanê (fallecido en 1885) con Layli û Mexnum. También destacaron los autores de gazal Mawlawi (1806-1882) y Yusuf Yaska (1592-1636).

## sigloXIX
Durante el siglo XIX, aumentó el número de escritores en lengua kurda. En poesía se usó la qaşida, poema lírico monorímico de 15-30 dísticos, el gazal, poema corto de 5-12 dísticos y otros; destacaron autores como Mewslewi (1806-1882); Nalî (Malâ Khidrî Ahmed-î Chawaysi Mikhayîlî, 1797-1855), con un diván en kurdo central publicado en 1931; Hêdci Qadirê Goyî (1815-1892), autor de qasidas de carácter social y considerado el más grande poeta curdo del siglo, cuyo diván se publicó en 1925; el mulá sufí Salih Herîq (1851-1907); Edeb (Evdelah Beg Misbah al Diwan, 1859-1916) con un diván; el poeta Ehmed Begê Komasi (1795-1876); el jeque Şêx Riza Talebanî (1835-1910), mulá agnóstico fundador de la poesía satírica kurda; Salim (1800-1866) y Kurdi (1803-1849), con poesía patriótica; el naqshbandi Mehwî (1830-1904), con teorías sufíes; Mirza Rehîm Wafa'y (1836-1892) y las poetisas Mah Şeref Xanim de Ardelan (1800-1847), Sira Xanim de Diyarbakir (1814-1865) y Mihrewan de Berwarî (1858-1905). 
También recibieron visitas de científicos europeos, como Alexander Jaba, autor de Recueil de notices et recites kurdes (1860) y de un Dictionnaire kurde-français (1879) de F. Justi.

## sigloXX
En cuanto al siglo XX, hay que decir que fue al final de la Primera Guerra Mundial cuando se produjo el impulso definitivo de la literatura en lengua kurda, gracias a las revistas y diarios. Tewfîq Wahbî fue el pionero de la gramática kurda (1929), de los orígenes de la lengua (1966) y autor de un diccionario kurdo-inglés el 1966; destacarían en Irak Hisên Arif (1926), fundador de la Unión de Escritores Kurdos de Irak; Ehmed Muchtar Caf (1897-1935); Hamdî (1878-1936); Mihemed Şêx Evdil Kerîm Qani (1900-?); Evdil Wahîd Nûrî (1903-1944); Hacî Tewfiq Piremerd (el anciano, 1867-1950), con Duvanza suvarai marivan («Doce jinetes en Marivan», 1935); el historiador Huseyn Huznî Mukrianî (1886-1947); el general Mihemed Emîn Zekî (1880-1945); Refiq Hilmî (fallecido en 1961) en Kurdistán del Sur (1956); el poeta de Silemani Evdelah Mihemed Ziwer (1875-1945) y el atormentado Faik Evdelah Bêkes (el sin persona, 1905-1948). Evdilê Gorani (1904-1962) fue poeta, autor de Bahaşt a yadegar («Paraíso y memoria», 1950), Fimesk û hunar («Lágrimas y arte», 1950), Siruşt û darun («Naturaleza y alma»,1968) y Lavik û payam («Balada y mensaje», 1969), director de la revista Jin («Vida») del PDK entre 1952-1954 y prisionero político. Posteriormente destacaron Dilzar (1928); Dildar (1918-1948), autor del himno nacional kurdo Ey ragip; Ehmed Hardî (1922); Salam (1892-1959); Kaka-y Fallah (1928); Kameran Mokrî (1929) y Mihemed Huseyn Berzinji Ain ha Ba.
A partir de los años 20 empezó a desarrollarse la prosa. La primera novela fue La Xawimâ («Dentro de mi sueño», 1925) de Yamil Sâ'ib (1887-1950), publicada en la revista Jiyanawa. En 1945 fue prohibido el ensayo Adamizad la saya-y darabagî («El hombre en la sociedad feudal») de Mahmud Ahmad. Para ensanchar vocabularios y términos, se comenzó a traducir clásicos franceses, ingleses, persas y turcos. Así, Jamal Nebez tradujo The storm de William Shakespeare (1957), Mihemed Elî Kurdî el Zadig de Voltaire (1954), y Nuredîn Zaza (1919-1988) el Gavroche de Victor Hugo y Las Estrellas de Alphonse Daudet. Haşim Dixirmacî escribió artículos de divulgación científica y Nacî Elas tradujo las narraciones de los viajeros británicos. Zaza también publicó con Mistefa Ehmed Botî cuentos en la revista Hawar y los poemas de Osman Sebrî (1906-1993). Los tres se exilaron a Siria. En cuanto a la crítica literaria, destacaron Yûnis Reûf; el folclorista Izz al Din Rasûl (1935); Marûf Xiznedar, autor de Keş û qafiyet le şî'irî kurdî da («Ritmo y métrica a la poesía kurda», 1962); Cemîl Bendi Rojbeyani, que tradujo al árabe el Sharaf name (1957). Y en cuanto a novelistas, destacaron Şekir Fetah, Ibrahîm Ehmed (1912) y Miherem Mihemed Emîn (1921).
Además de estos, en novela y teatro hay que destacar a Burkan con Kiç û qutebxane («La chica y la escuela», 1956); Jirî con Afret û niwişté («La mujer y el talismán», 1956); Emîn Mirza Kerîm; Xalîd Delair; Cemal Evdil Qadir Baban, con Norûz (1960), drama de cinco actos en verso, y Zekî Ehmed Henarî. En 1971 se fundó la Academia Kurda de Bagdad, donde destacarían Marif Barzinji (1927-1963), Qā'os Guftan, Huseyn Arif (1936), Ibrahim Ahmed (1914), autor de la primera novela en soraní, Jan-y galo («El sufrimiento de un pueblo», 1973). La Academia publicaría en 1970 Masala-y wijdā («Una cuestión de conciencia», 1920) escrita en soraní por Ehmed Muxtar Caf.
En Turquía, Cêladit Bedir Xane (1893-1951) y Kamuran Bedir Xane (1895-1978) con la revista Hawar («Llamamiento») en kurmaní, se exilaron a Damasco y su trabajo lingüístico y literario ayudó a convertir el kurdo en una lengua moderna. El nacionalista y unitarista Şêxmûs Hesen Cigerxwîn (en turco, Fattah Beg Sahibqiran, 1903-1984) compuso la novela Sehr-y Jin («La ciudad de la vida»), la compilación de poesía Diwanê Cegerxwîn (1945) y Sewra azadî («La revuelta de la libertad», 1954), fábula sobre el Kurdistán y la actitud nacional de las diversas clases. El más destacado ha sido el novelista y activista Musa Anter (1920-1992), asesinado por el régimen turco, autor de Birîna reş («La herida negra», 1965), publicada en Estambul, sobre la miseria y la ignorancia de los labradores kurdos de Turquía, y Hatiralarim («Mis recuerdos», 1991). Mehmed Emîn Bozarslan publicaría Meliya Meshûr («Cuentos populares», 1984) en Upsala y H. Deniz los Gotnê pêsyê curda («Proverbios curdos», 1991). Suzan Damanci (Diyarbekir, 1962) escribió las novelas Reçine kokyyordu Hêlin («Hêlin olía a reina», 1993), Eriyip gidiyor gice («La noche se desvanece», 1991) y Kivaç daglar kar tuttu («Las áridas montañas cubiertas de nieve», 1995).
En Irán destacó el poeta Dildar (1918-1948), autor de Ey ragip («Ay enemigo»), himno nacional de la República de Mehabad y adoptado posteriormente por el PKK. El poeta más destacado fue el también político Evdirehmanê Sherafkendi Hejar (Mendigo, 1920-1993) miembro del Komala i Zhiani Kurd desde 1941 y futura cabeza del PDKI, escribió la novela Alakok («Una flor en la montaña», 1945) y el drama Bêjti seremer û lassayi sag û mangesew («La historia de las cabezas de carnero y la luna y el perro»). Bîcan Esedîpûr escribió Miga Nasreddîn.
En la Unión Soviética destacaron Ereb Semo (1898-1979), residente en Armenia, que escribió Sivane kurd («Diván kurdo», 1935), una de las mejores antologías poéticas, Amre Lenin («Vida de Lenin», 1930), Jina Bextewar («Vida feliz», 1959); el folclorista Haciyê Cindî (1908), con Nevisark'ared k'urdaya sovetie (1957); el crítico Ordixanê Celîl, con el epopeya Telî Hamza (1963); Emînê Evdal (1906-1964) con los poemas Darishan y Khalil ve Sinem (1965); Dzhalil Dzhasme (1908) con Alagiaz (1964); Wezîrê Nadirî (1911-1946) con Nubar (1935), la obra de teatro Revajinê («El rapto», 1935) y Nado viene Giulizer (1935); Ahmad Mukhtar Jaf Beg (1897-1935); Ma Zeki (1880-1948); Tahir Beg (1875-1917); Maruf Barzinji (1921); Rehîm Gazî, con şyarbûn («El despertar», 1960) sobre la resistencia contra turcos e iraníes. Sement Siyabend (1908) con la epopeya lírica Siyabend û Xecê (1959) y Elî Evdalrehman (1919), con Xatê Xanim («Señora Jaté», 1959), y Gundê Merxasan («La villa de los héroes», 1968). También destacaron los poetas líricos y críticos yazidis Casimê Celil (1908-?), Mikaîlê Reşîd (1925), Etarê Sero (1906-), Usivê Beko (1909), y los dramaturgos A. Mîrazîm, con Zemanê çuyî («El tiempo pasado», 1945) e Ismaîlê Duko, con Zewaca bê dil («Matrimonio sin amor», 1964).
Desde los años ochenta funciona en París el Institute Kurde que promueve la literatura kurda desde el exilio, escrita en alfabeto latino porque es el que se adapta mejor a la lengua kurda.
También han escrito en otras lenguas Salim Bereqet (1951) de Siria (en árabe); Ismet Elçi (1964) en alemán Sinan ohne land («Sinan sin tierra») o Cemile oder das Marchen der Hoffnung («Cemile o la fábula de la esperanza») y Kemal Sadik Gökçeli Yashar Kemal (Hemite, Adana, 1923) en turco, miembro del comité central del TIP, encarcelado por actividades prokurdas, con los cuentos Sari Sicak («El corazón amarillo», 1952) e Ince Memed («Memet el halcón», 1956), traducidos a numerosos idiomas. Otros dirigentes curdos han escrito sus testimonios en francés o inglés, como Mehdi Zana, con La prison nº 5. Onze ans dans les gêoles turques (1995; «La prisión nº 5. Once años en les cárceles turcas») y su esposa Leila Zana (1961) con Ecrits de prison (1995) en París, Yekta Uzunoglu(1953-), además Ali Ekbar Gurgoz con La huit de Diyarbakir, être kurde a Turquie (1995) en Suiza. 
También es conocido el cantante Ahmed Kaya (1957-2000) de Meleti, habitualmente cantando en lengua turca, pero que fue presionado por las autoridades para aparecer el 1999 en MedTV cantando en curdo.